# Nacimiento (Almería)
Nacimiento est une commune de la province d'Almería, Andalousie, en Espagne.

## Géographie

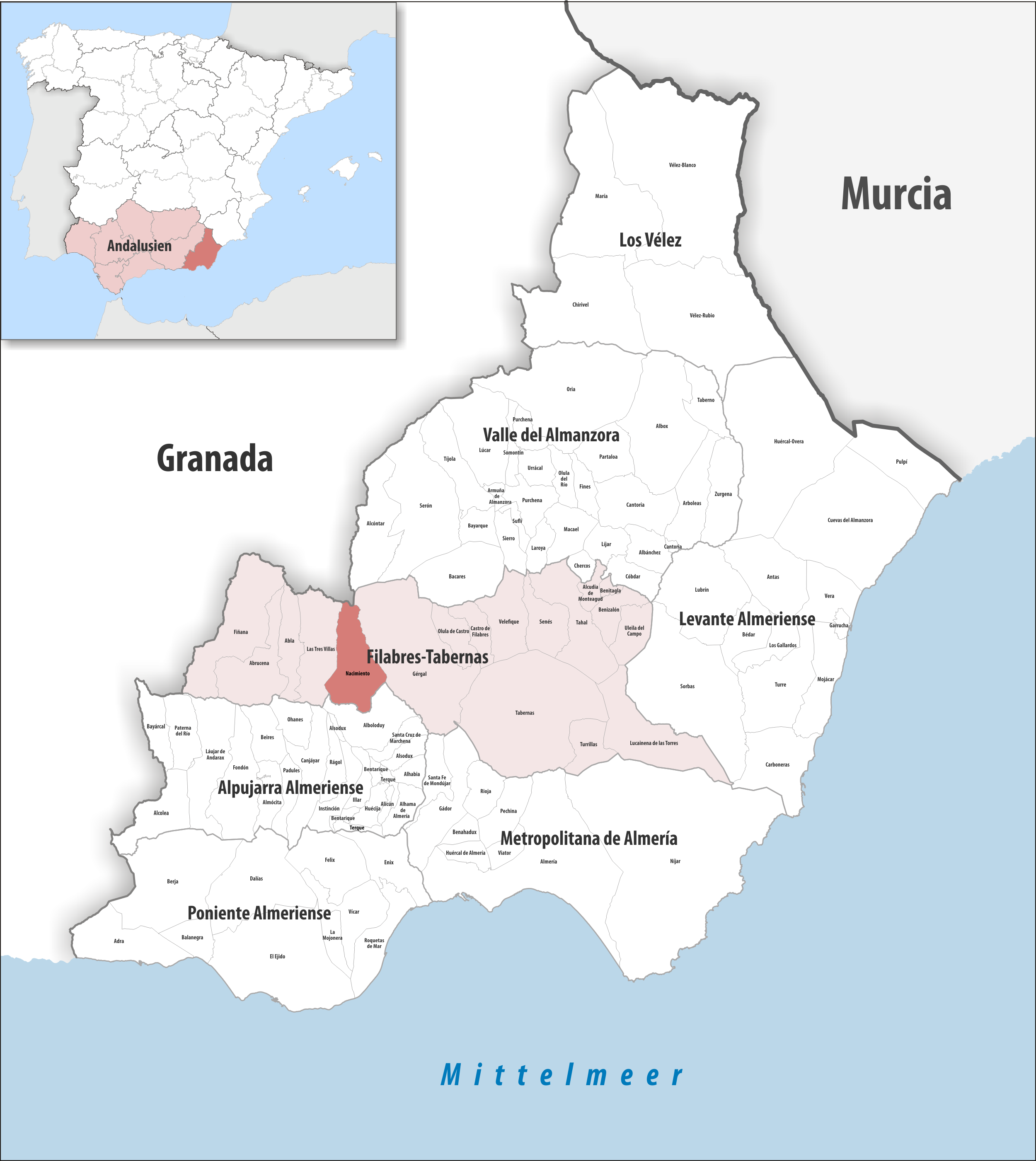
Nacimiento dans la comarque Filabres-Tabernas, province d'Almería / en Andalousie

### Localisation
La commune de Nacimiento se trouve dans le sud-est de l'Espagne, vers l'ouest de la province d'Almería et à peu près au centre de la comarque Filabres-Tabernas.
Tabernas est à 34 km est-sud-est ;
Almería à 50 km sud ;
Madrid à 498 km nord-nord-ouest ;
Gibraltar à 369 km ouest-sud-ouest (distances par route).

### Généralités
Le Nacimiento (es), affluent de l'Andarax, traverse la partie sud de la commune dans la direction nord-ouest / sud-est.
Une très petite partie de la commune au sud-ouest est incluse dans l'extrémité est du parc national de la Sierra Nevada.
Au nord, Nacimiento jouxte la commune grenadine de Baza qui est entièrement dans le parc naturel de la sierra de Baza.

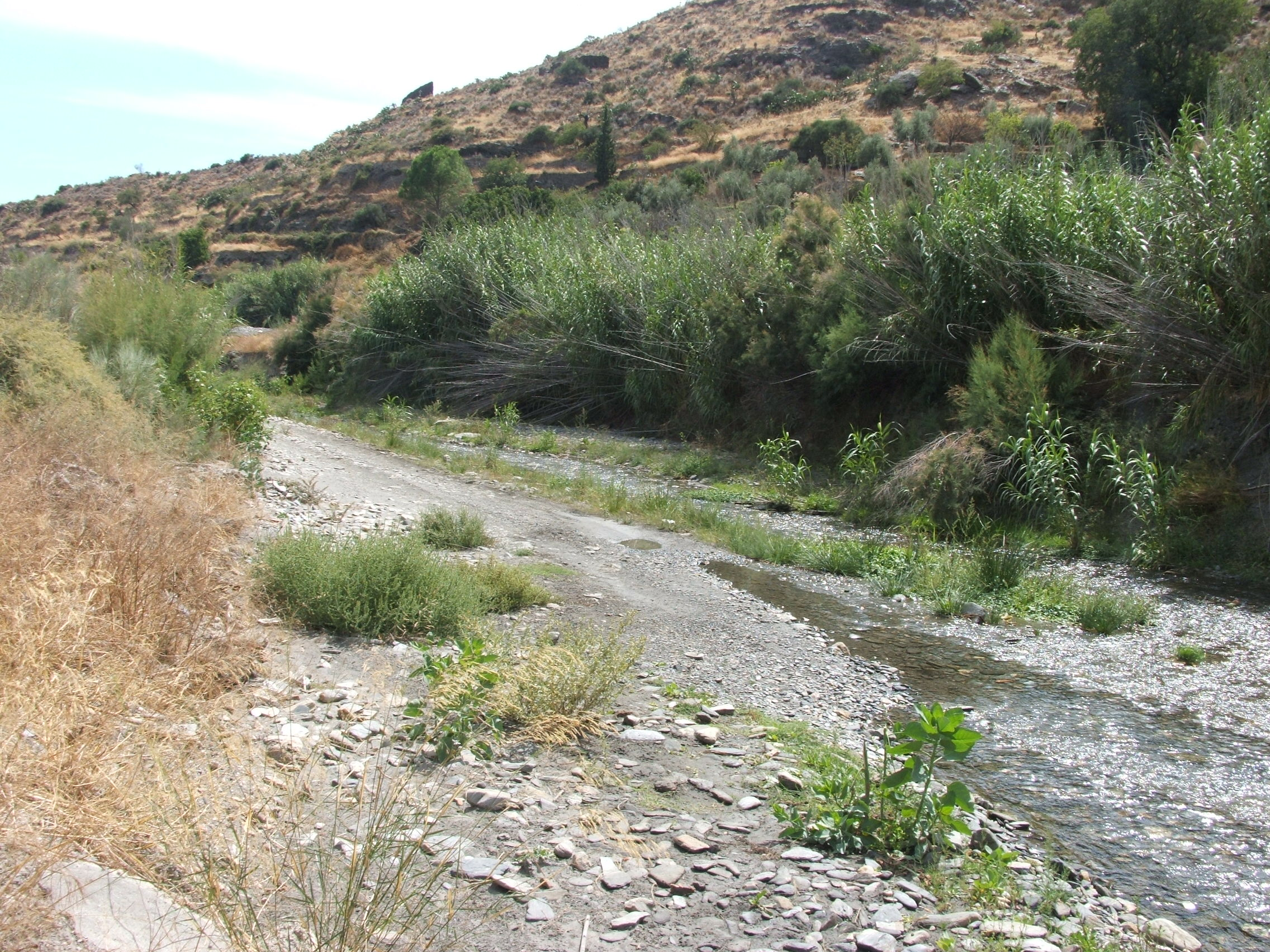
Le Nacimiento (es) à Nacimiento (11 septembre 2010)
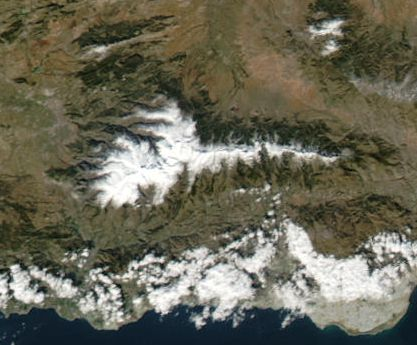
Au centre, la Sierra Nevada enneigée

## Économie
Vin de pays Ribera del Andarax
Elle fait partie de la zone couverte par l'appellation « vin de pays » (es) (Vino de la Tierra) Ribera del Andarax (es),
une indication géographique réglementée en 2003. 21 communes en font partie, toutes dans la province d'Almería : 
Alboloduy, 
Alhabia, 
Alhama de Almería, 
Alicún, 
Almócita, 
Alsodux, 
Beires,
Bentarique, 
Canjáyar, 
Enix, 
Felix, 
Gérgal, 
Huécija,
Illar, 
Instinción, 
Nacimiento, 
Ohanes, 
Padules,
Rágol, 
Santa Cruz de Marchena,
Terque.